# Säusenstein
Säusenstein ist ein Ort und gleichzeitig eine Katastralgemeinde der Stadtgemeinde Ybbs an der Donau am rechten Donauufer in Niederösterreich.

## Lage
Der Ort liegt auf 253 m ü. A. an der Westbahn. Der Bahnverkehr findet heute großteils durch den Sittenbergtunnel (Tunnel Säusenstein) statt. Der Tunnel wurde 1994 fertiggestellt, er verbindet Sarling mit Krummnußbaum.

## Geschichte

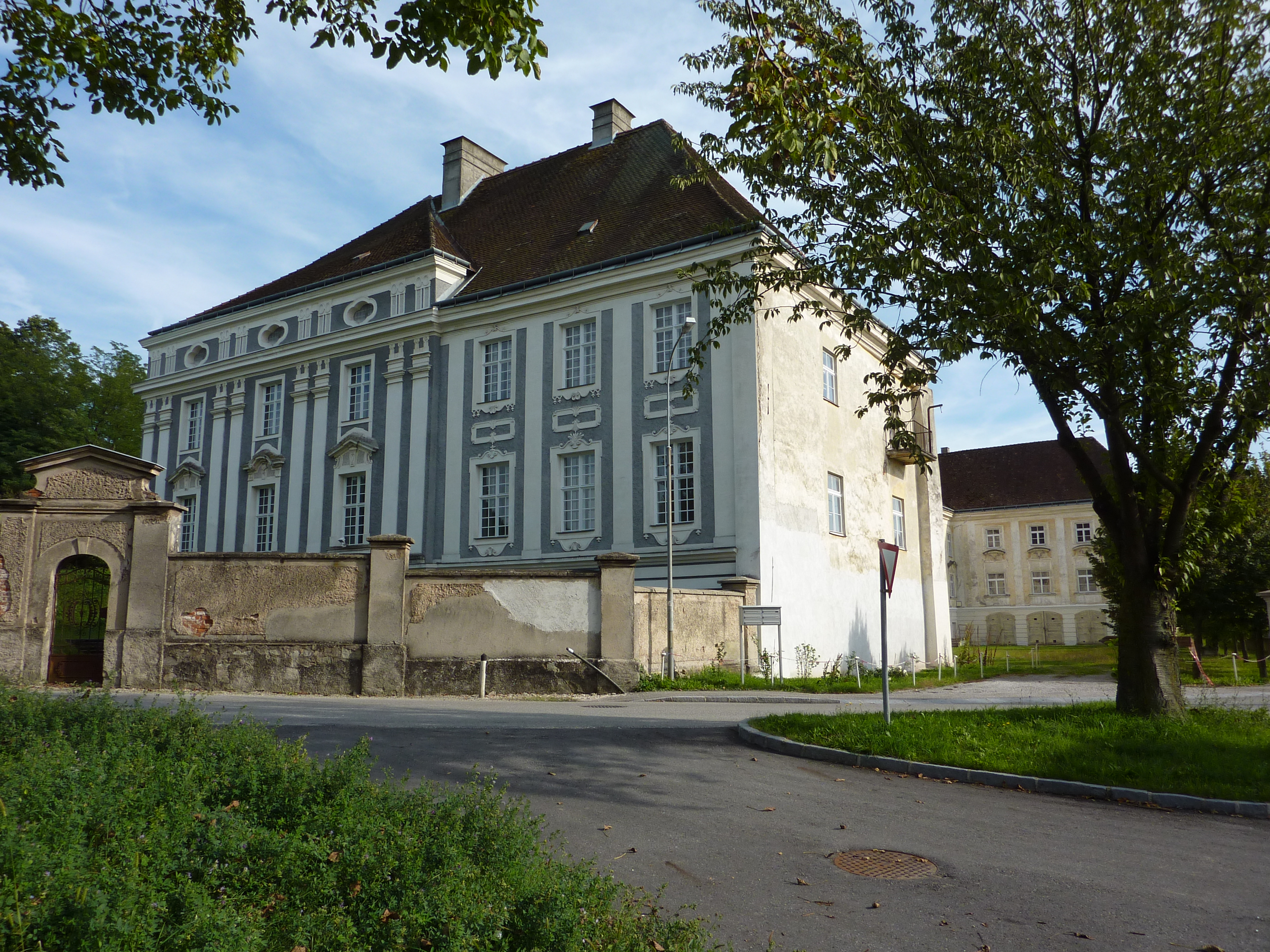
Stift Säusenstein (nach der Aufhebung auch „Schloss Säusenstein“ genannt)

Der Ort Säusenstein entstand als Pfarre der Domvögte von Regensburg im 12. Jahrhundert.
Im 13. Jahrhundert wurde der Ort den Wallseern übergeben.
Das Stift Säusenstein wurde durch Eberhard III. von Wallsee und seine Gattin Anna von Losenstein gegründet. Eberhard III. war Landeshauptmann und Landrichter des Landes Österreich ob der Enns (alter Name für Oberösterreich). Beide wurden nach ihrem Tod auch dort begraben.

## Legende
Der weitverbreiteten Legende zufolge war der Teufel so erbost über die frommen Bürger von Säusenstein, dass er vom Tabor (heute Kirchenberg) einen Felsbrocken herausriss und auf das Kloster schoss. Durch Gottes Hand fiel dieser Felsen in die Donau, wo man heute noch die Klosterkugeln finden kann, die in zwei Hälften gebrochen sind.
Daher stammt auch der Name Säusenstein (säuselnder Stein). (Mündliche Überlieferung.)

## Sehenswürdigkeiten
- Die ehemalige Zisterzienserabtei Stift Säusenstein (gestiftet 1336)
- Katholische Pfarrkirche Säusenstein hl. Donatus, auch Klein Sonntagberg genannt
- St.-Donatus-Bildstock am Donatusweg